# Parabahita lamina
Parabahita lamina är en insektsart som beskrevs av Delong 1982. Parabahita lamina ingår i släktet Parabahita och familjen dvärgstritar. Inga underarter finns listade i Catalogue of Life.